# Tridactyle aurantiopunctata
Tridactyle aurantiopunctata är en orkidéart som beskrevs av Phillip James Cribb och Tariq Stévart. Tridactyle aurantiopunctata ingår i släktet Tridactyle och familjen orkidéer.
Artens utbredningsområde är Principe. Inga underarter finns listade i Catalogue of Life.